# الشبكة المنزلية
الشبكة المنزلية أو نطاق الشبكة المنزلية (HAN) هي نوع من شبكات الكمبيوتر التي تسهل عمليات الاتصال بين الأجهزة الموجودة بالقرب من المنزل. إن الأجهزة القادرة على المشاركة في هذه الشبكة، على سبيل المثال، الأجهزة الذكية مثل طابعات الشبكات وأجهزة الكمبيوتر المحمولة، غالبًا ما تكتسب قدرات متولدة معززة من خلال قدرتها على التفاعل والإتصال عبر الشبكة. لذا، يمكن استخدام هذه القدرات الإضافية لزيادة جودة الحياة داخل المنزل بعدة طرق، مثل إنشاء آلية عمل بعض من المهام المتكررة، وزيادة الإنتاجية الشخصية، وتحسين أمان المنزل، وسهولة الوصول إلى الترفيه.

## أصول
غالبًا ما يكون إنشاء هذا النوع من الشبكات ضروريًا لمشاركة الوصول إلى الإنترنت السكني لجميع الأجهزة المتصلة بالشبكة. استنادًا إلى تقنيات تخفيف استنفاد عناوين IPv4 ، فإن معظم مزودي خدمة الإنترنت لا يوفرون سوى عنوان IP واحد لشبكة واسعة النطاق لكل عميل سكني. لذلك، تتطلب هذه الشبكات ترجمة عنوان الشبكة في جهاز توجيه الشبكة.
يتم استخدام بروتوكول DHCP في شبكة محلية نموذجية (LAN) لتعيين عناوين IP داخل الشبكة الفرعية المنزلية. الخادم الخاص ببروتوكول DHCP هو بمثابة جهاز توجيه ، بينما يكون العملاء المتصلين به هم بمثابة مضيفين (مثل أجهزة الكمبيوتر الشخصية والهواتف الذكية والطابعات وما إلى ذلك). يتلقى الموجه معلومات التكوين من خلال مودم من موفر خدمة الإنترنت، والذي يقوم أيضًا بتشغيل خوادم DHCP مع هذا الموجه كأحد العملاء. يطلب العملاء إعدادات التكوين باستخدام بروتوكول DHCP مثل عنوان IP ومسار افتراضي وعنوان خادم DNS واحد أو أكثر. بمجرد تنفيذ العميل لهذه الإعدادات، يصبح المضيف قادرًا على التواصل على هذا الإنترنت.

## أجهزة البنية التحتية

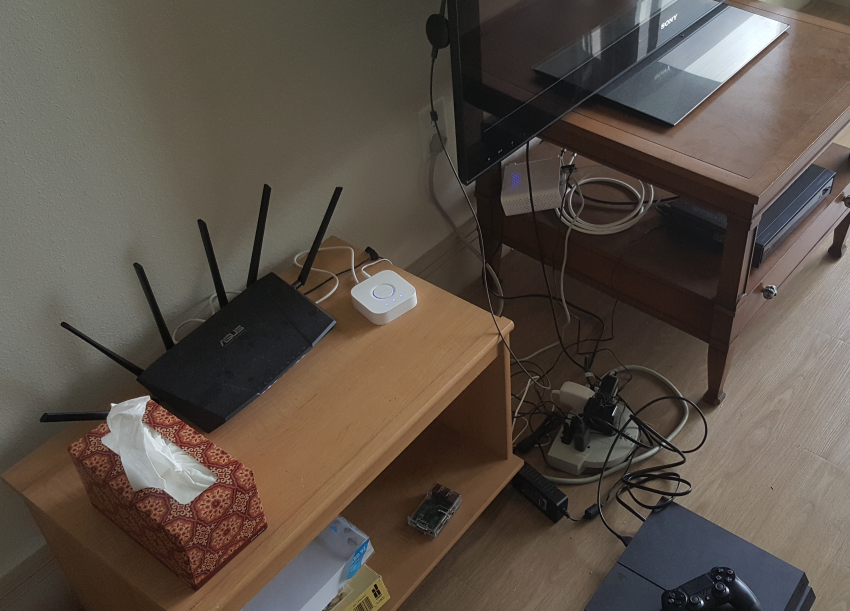
مثال على شبكة منزلية بسيطة

تعتمد الشبكة المنزلية عادةً على واحد أو أكثر من المعدات التالية لتأسيس الطبقة المادية، وطبقة ارتباط البيانات، واتصال طبقة الشبكة بين الأجهزة الداخلية، المعروفة أيضًا باسم LAN ، والأجهزة الخارجية خارج شبكات LAN أو شبكة WAN. فيما يلي أمثلة على أجهزة LAN النموذجية:
- المودم : وهو جهاز يعرض واجهة إيثرنت (Ethernet) للبنية التحتية للاتصالات الأصلية لمزود الخدمة. في المنازل عادة ما تأتي هذه الأجهزة في شكل مودم DSL أو مودم كبلي.
- جهاز التوجيه : يدير هذا الجهاز اتصال طبقة الشبكة (بين شبكة WAN و HAN). وهو أيضاً يؤدي الوظيفة الرئيسية لترجمة عنوان الشبكة مما يتيح لأجهزة متعددة مشاركة عنوان شبكة WAN الفردية في المنزل. وتتميز معظم الشبكات المنزلية كونها فئة صغيرة جاهزة للإعداد، حيث أنه يتواجد في جهاز التوجية كل من خواص التبريد السلبي للمباني، نقطة وصول لاسلكية وأربع منافذ إيثرنت قابلة للتبديل، حيث أنها تهدف هذه الأجهزة إلى جعل تثبيت الشبكة المنزلية وتكوينها وإدارتها أمرًا تلقائيًا وسهل الاستخدام، وعادة ماتسمى عمليات الإعداد والتوصيل هذه بـ «التوصيل والتشغيل في أسرع وقت ممكن».
- مبدل الشبكة : يُستخدم مبدل الشبكة هنا بغرض السماح للأجهزة الموجودة على الشبكة المنزلية بالتحدث مع بعضها البعض عبر منافذ الإيثرنت. في حين أن احتياجات معظم الشبكات المنزلية تكون راضية عن إمكانات اللاسلكي و / أو التبديل المدمج في جهاز التوجيه الخاص بهم، وتتطلب بعض المواقف والحالات إضافة مبدل منفصل مع إمكانات متقدمة. فمثلا: 
  - يحتوي جهاز التوجيه المنزلي النموذجي على 4 إلى 6 منافذ LAN Ethernet ، لذلك يمكن تجاوز سعة تبديل جهاز التوجيه هذا.
  - قد يتطلب جهاز الشبكة ميزة منفذ غير قياسي مثل الطاقة عبر الإيثرنت (PoE). (كاميرات IP وهواتف IP).
- نقطة وصول لاسلكية : مطلوبة لتوصيل الأجهزة اللاسلكية باشبكة. تعتمد معظم الشبكات المنزلية على جهاز توجيه لاسلكي يحتوي على نقطة وصول لاسلكية مضمنة ومدمجة لشغل هذا الدور.
- وحدة التحكم في التشغيل الآلي للمنزل : تتيح إجراء اتصالات لاسلكية منخفضة الطاقة باستخدام أجهزة بسيطة وغير كثيفة الاستخدام للبيانات مثل المصابيح الذكية (Philips Hue) والأقفال الذكية (August Home).
- جسر الشبكة : يربط هذا الجسر بين شبكتين، غالبًا لمنح جهاز سلكي فقط، مثل جهاز Xbox ، للوصول إلى وسيط شبكة لاسلكية.

### التشغيل الثلاثي
يتميز حل التشغيل الثلاثي لمزود الخدمة بجهاز مجموعة مودم / موجه لاسلكي مؤجر، مثل Arris SURFboard SBG6580 ، والذي يتطلب فقط إعداد كلمة مرور لإكمال التثبيت والتكوين. في معظم الحالات، لم تعد هناك حاجة للحصول على أجهزة بنية تحتية إضافية أو حتى يمتلك المستخدم المعرفة التقنية المتقدمة لتوزيع الوصول إلى الإنترنت بنجاح في جميع أنحاء المنزل.

## الاتصال الفيزيائي والبروتوكولات
يمكن للشبكات المنزلية استخدام التقنيات السلكية أو اللاسلكية لتوصيل بنقاط النهاية. يعد الإتصال اللاسلكي هو الخيار السائد في المنازل نظرًا لسهولة التثبيت ونقص الكبلات القبيحة وخصائص أداء الشبكة الكافية للأنشطة السكنية.

### الإتصال اللاسلكي

#### الشبكة المحلية اللاسلكية
إحدى الطرق الأكثر شيوعًا لإنشاء شبكة منزلية هي استخدام تقنية إشارة الراديو اللاسلكية؛ شبكة 802.11 بحسب شهادة IEEE . تعمل معظم الأجهزة السكنية ذات القدرة اللاسلكية بتردد معياره 2.4 جيجا هرتز تحت 802.11b و 802.11g أو 5   غيغاهرتز تحت 802.11a. تعمل بعض أجهزة الشبكات المنزلية في كل من إشارات النطاق للراديو وتندرج ضمن معايير 802.11n أو 802.11ac. Wi-Fi هي شهادة تسويق وتوافق لتقنيات IEEE 802.11. وقد اختبرت تقنيات Wi-Fi Alliance المنتجات المتوافقة، وتم الموافقة والاعتماد عليها في التشغيل والعمل المشترك المتداخل.

#### الشبكة اللاسلكية
تتمتع القدرة المنخفضة للاتصال عن بعد على أساس معايير IEEE 802.15 بوجود قوي في المنازل. لا تزال تقنية Bluetooth هي التكنولوجيا المفضلة لمعظم الملحقات اللاسلكية مثل لوحات المفاتيح والماوسات وسماعات الرأس وأجهزة التحكم في الألعاب. غالبًا ما يتم إنشاء هذه الاتصالات بطريقة مؤقتة وغير مخصصة ولا يُعتقد أنها مقيم دائم في شبكة منزلية.

#### الشبكة المحلية اللاسلكية (المنخفضة المدار)
تم استخدام إصدار «منخفض المدار» لبروتوكول WPAN الأصلي كأساس لـ ZigBee . على الرغم من أنه تم تصميمه في الأساس كمعيار للاتصالات من آلة إلى آلة منخفضة الطاقة في البيئات الصناعية، فقد وجد أن هذه التكنولوجيا مناسبة تمامًا للتكامل في عروض «المنزل الذكي» المدمجة التي يُتوقع تشغيلها على البطارية لفترات زمنية طويلة. يستخدم ZigBee الشبكات المتداخلة للتغلب على قيود المسافة المرتبطة بـ WPAN التقليدية من أجل إنشاء شبكة واحدة من الأجهزة القابلة للعنونة المنتشرة في جميع أنحاء المبنى. Z-Wave هو معيار إضافي تم إنشاؤه أيضًا على 802.15.4 ، وتم تطويره خصيصًا مع مراعاة احتياجات صانعي أجهزة التشغيل الآلي للمنزل.

### زوج الكابلات الملتوية
تستخدم معظم البنى التحتية للشبكات السلكية الموجودة في المنازل كابلات زوج ملتوية من الفئة 5 أو الفئة 6 بنهايات رأسية متوافقة مع RJ45. يوفر هذا الوسيط اتصالًا فعليًا بين واجهات إيثرنت الموجودة على عدد كبير من الأجهزة السكنية التي تعرف IP. اعتمادًا على درجة الكيبل وجودة التثبيت، يتم دعم سرعات تصل إلى 10 ميجابت / ثانية أو 100 ميجابت / ثانية أو 1 جيجابت / ثانية أو 10 جيجابت / ثانية.

### كابلات الألياف البصرية
يمكن للأحياء السكنية الراقية استخدام أحدث ميزة كابلات وهي «الألياف البصرية»، ويتم توصيلها وتركيبها مباشرة إلى المنازل. يتيح ذلك لمقدمي الخدمات تقديم خدمات الإنترنت ذات النطاق الترددي العالي و / أو خصائص وقت الاستجابة المنخفض المرتبطة بالإشارات الضوئية من طرف إلى طرف.

### أسلاك التليفون
- VDSL و VDSL2
- HomePNA بدعم يصل إلى 160 ميغابت في الثانية تقريباً.

### الكابلات المحورية
تسمح المعايير التالية للأجهزة بالاتصال عبر الكابلات المحورية، والتي يتم تثبيتها بشكل متكرر لدعم أجهزة تلفزيون متعددة في جميع أنحاء المنازل:
DOCSIS:
يمكن أن يحقق معيار Multimedia over Coax Alliance (MoCA) ما يصل إلى 270 ميجابت / في الثانية.
CWave
HomePNA: دعم ما يصل إلى 320 ميغابت / في الثانية.

### خطوط الطاقة
يُعتبر معيار ITU-T G.hn و IEEE Powerline ، اللذين يوفران شبكات محلية عالية السرعة (تصل إلى 1 جيجابت / في الثانية) عبر الأسلاك المنزلية الحالية، مثالين على تقنية الشبكات المنزلية المصممة خصيصًا لتوصيل IPTV. في الآونة الأخيرة، أقرت IEEE الاقتراح P1901 الذي أسس معيارًا في السوق للمنتجات السلكية التي يتم إنتاجها وبيعها من قبل الشركات التي تعد جزءًا من تحالف HomePlug. تعمل IEEE باستمرار على الدفع من أجل الاعتراف بشكل كامل بـ P1901 في جميع أنحاء العالم كمعيار وحيد لجميع المنتجات المستقبلية التي يتم إنتاجها للشبكات المنزلية.
ترتبط HomePlug و HomePNA بالمعايير الخاصة بـ «رابطة خطوط الطاقة العالمية» (Universal Poweline Association)

## أجهزة نقاط النهاية والخدمات
بشكل تقليدي، كانت المعدات التي تركز على البيانات مثل أجهزة الكمبيوتر ومشغلات الوسائط هي بمثابة المستأجرين الأساسيين للشبكة المنزلية. ومع ذلك، نظرًا لانخفاض تكلفة الحوسبة وانتشار استخدام الهاتف الذكي، فإن العديد من فئات الأجهزة المنزلية غير المتصلة بالشبكة تتضمن الآن بدائل جديدة قادرة على التحكم أو المراقبة عن بُعد من خلال تطبيقات على الهاتف الذكي. بدأت الشركات الناشئة الحديثة والشركات المصنعة للمعدات المنزلية على حد سواء في تقديم هذه المنتجات كجزء من محفظة «ذكية» أو «عبقرية» أو «متصلة بالمنزل». يمكن الوصول إلى واجهات التحكم و / أو المراقبة الخاصة بهذه المنتجات من خلال تطبيقات الهواتف الذكية الخاصة بخط الإنتاج.

### أغراض وأهداف عامة
أجهزة الكمبيوتر الشخصية مثل أجهزة الكمبيوتر المكتبية وأجهزة الكمبيوتر المحمولة، والأجهزة اللوحية.
يمكن الوصول بسهولة إلى جهاز التخزين المتصل بالشبكة (NAS) عبر بروتوكولات CIFS أو NFS للتخزين العام أو لأغراض النسخ الاحتياطي.
يمكن استخدام خادم الطباعة لمشاركة أي طابعات متصلة مباشرة مع أجهزة الكمبيوتر الأخرى على الشبكة.
هواتف IP أو الهواتف الذكية (عند الاتصال عبر Wi-Fi) باستخدام تقنيات VoIP

### الترفيه
- مكبرات الصوت الذكية.
- التلفزيون: تتضمن بعض أجهزة التلفزيون وأجهزة تسجيل الفيديو الرقمية اتصال WiFi مدمجًا يتيح للمستخدم الوصول إلى خدمات مثل Netflix وYouTube
- الصوت المنزلي: يمكن لمشغلات الصوت الرقمية وأنظمة الاستريو المزودة باتصال بالشبكة أن تسمح للمستخدم بالوصول بسهولة إلى مكتبة الموسيقى الخاصة به، وغالبًا ما يستخدم Bonjour لاكتشاف واجهة iTunes التي تعمل على كمبيوتر شخصي بعيد والتفاعل معه.
- الألعاب: تعتمد لوحات أو منصات ألعاب الفيديو على الاتصال بالشبكة المنزلية لتمكين جزء كبير من ميزاتها الإجمالية، مثل الألعاب متعددة اللاعبين في الألعاب الشبكية وتكامل الشبكات الاجتماعية والقدرة على شراء أو عرض ألعاب جديدة وتلقي تحديثات البرامج. بدأت لوحات المفاتيح الحديثة في متابعة دور المركز الترفيهي والإعلامي الوحيد في المنزل.
- بروتوكول DLNA: هو بروتوكول شائع يستخدم للتشغيل البيني بين الأجهزة التي تركز على الوسائط المتصلة بالشبكة في المنزل.

قد لا تحتوي بعض أجهزة الترفيه القديمة على واجهات الشبكة المناسبة المطلوبة للاتصال بالشبكة المنزلية. في بعض الحالات، تتوفر منافذ USB وبطاقات واجهة شبكة PCI كملحقات لتمكن هذه الوظيفة.

### إضاءات
المصابيح «المتصلة» مثل Lifx و Philips Hue و Samsung Smart Bulb و GE Link
ZigBee Light Link هي تندرج تحت بروتوكول المعايير المفتوحة المستخدم من قبل بائعي المصابيح الكهربائية الرئيسية «المتصلة».

### أمن المنزل والتحكم في الوصول
- إنذارات الأمان: iSmartAlarm
- فتحات باب المرآب والبوابات: Liftmaster MyQ، GoGogate

### الرصد البيئي والتكييف
- HVAC ، منظمات الحرارة: (Nest Learning Thermostat).
- كاشفات الدخان/الكربون: (Nest Protect).

### الخدمات السحابية
لا تزال راحة وتوافر وموثوقية موارد الحوسبة السحابية المدارة خارجيًا تشكل خيارًا جذابًا للعديد من سكان المنازل دون اهتمام أو طلب وجود خبرة في تكنولوجيا المعلومات. بالنسبة لهؤلاء الأفراد، غالبًا ما يُنظر إلى رسوم الاشتراك و / أو مخاطر الخصوصية المرتبطة بهذه الخدمات على أنها تكلفة أقل من الاضطرار إلى تكوين وصيانة مرافق مماثلة داخل شبكة منزلية. في مثل هذه الحالات، يتم استبدال الخدمات المحلية جنبًا إلى جنب مع الأجهزة التي تحتفظ بها بتلك الموجودة في مركز بيانات خارجي وإتاحتها لأجهزة الحوسبة السكنية المنزلية عبر اتصال WAN.

## إدارة الشبكة

### الأجهزة المدمجة
تتطلب أجهزة الشبكة المنزلية المدمجة الصغيرة المستقلة تكوينًا عن بُعد من جهاز كمبيوتر على نفس الشبكة. على سبيل المثال، غالبًا ما يتم تكوين أجهزة المودم ذات النطاق الواسع من خلال متصفح ويب يعمل على جهاز كمبيوتر في نفس الشبكة. تستخدم هذه الأجهزة عادةً الحد الأدنى من توزيع Linux مع خادم HTTP خفيف الوزن يعمل في الخلفية للسماح للمستخدم بتعديل متغيرات النظام بشكل مريح من واجهة المستخدم الرسومية التي يتم تقديمها في المستعرض الخاص بهم. تستخدم هذه الصفحات نماذج HTML على نطاق واسع وتبذل محاولات لتقديم طرق عرض جذابة وبصرية وصفية وسهلة الاستخدام أيضًا.

### أجهزة أبل للنظام البيئي
تهدف أجهزة Apple إلى جعل الشبكات مخفية وتلقائية قدر الإمكان، وذلك باستخدام بروتوكول شبكة صفر التكوين يسمى Bonjour ، وهو مضمّن في خط منتجات البرمجيات والأجهزة المملوكة لهم.18:0f:76:d1:51:e8

### أجهزة مايكروسوفت للنظام البيئي
تقدم مايكروسوفت ميزات بسيطة للتحكم في الوصول مدمجة في نظام التشغيل ويندوز الخاص بهم. Homegroup هي ميزة تسمح بالوصول إلى القرص المشترك والوصول المشترك للطابعة والوصول إلى الماسح الضوئي المشترك بين جميع أجهزة الكمبيوتر والمستخدمين (أفراد الأسرة عادة) في المنزل، بطريقة مماثلة كما هو الحال في مجموعة عمل مكتبية صغيرة، على سبيل المثال، عن طريق نظير موزع إلى شبكة نظير (بدون خادم مركزي). بالإضافة إلى ذلك، يمكن إضافة خادم المنزل لزيادة الوظائف. تم تقديم ميزة Windows HomeGroup مع Microsoft Windows 7 من أجل تبسيط مشاركة الملفات في المساكن. يمكن لجميع المستخدمين (عادةً جميع أفراد الأسرة)، باستثناء حسابات الضيف، الوصول إلى أي مكتبة مشتركة على أي جهاز كمبيوتر متصل بالمجموعة الرئيسية. علاوة على ذلك، كلمات المرور غير مطلوبة من أفراد الأسرة أثناء تسجيل الدخول. بدلاً من ذلك، تكون المشاركة الآمنة للملفات ممكنة عن طريق كلمة مرور مؤقتة يتم استخدامها عند إضافة جهاز كمبيوتر إلى مجموعة المشاركة المنزلية.

## مشاكل وإهتمامات شائعة

### فقدان الإشارة اللاسلكية
قد لا تكون قوة الإشارة اللاسلكية لجهاز التوجيه اللاسلكي السكني قوية بما يكفي لتغطية المنزل بأكمله أو قد لا تكون قادرة على الوصول إلى جميع الطوابق في مساكن متعددة الطوابق. في مثل هذه الحالات، قد يكون من الضروري تثبيت واحد أو أكثر من أجهزة الإرسال اللاسلكية.

### تسرب شبكة الواي فاي
غالبًا ما تمتد شبكة الواي فاي إلى ما وراء حدود المنزل ويمكنها إنشاء تغطية في الأماكن التي لا يرغب فيها المستخدم، حيث تقدم قنوات يستطيع من خلالها غير المقيمين تسوية النظام واسترداد البيانات الشخصية. لمنع ذلك، عادة ما يكون كافياً لفرض استخدام المصادقة أو التشفير أو إنشاء تقنيات VPN التي تتطلب كلمة مرور للاتصال بالشبكة.
ومع ذلك، تعمل معايير الواي فاي الجديدة التي تعمل عند 60 جيجا هرتز، مثل 802.11ad ، على الثقة بأن شبكة LAN لن تتخطى الحواجز المادية، حيث أنه في مثل هذه الترددات، يؤدي الجدار البسيط إلى تخفيف الإشارة إلى حد كبير.

### ضوضاء الشبكات الكهربائية
بالنسبة للشبكات المنزلية التي تعتمد على تقنية الاتصالات عبر خطوط الطاقة، تظل كيفية التعامل مع الضوضاء الكهربائية التي يتم ضخها في النظام من الأجهزة المنزلية القياسية هي التحدي الأكبر. كلما تم تشغيل أي جهاز أو إيقاف تشغيله، فإنه يخلق ضوضاء قد تعطل نقل البيانات من خلال الأسلاك. تم تصميم منتجات IEEE التي تم اعتمادها لتكون متوافقة مع HomePlug 1.0 بحيث لا تتداخل أو تنعكس وتنخلط مع الأجهزة الأخرى الموصولة بالشبكة الكهربائية في المنزل نفسه.

### الإدارة
أصبحت إدارة الأجهزة والبرمجيات المنتشرة في الشبكات المنزلية، والكم المتزايد من البيانات الخاصة، مشكلة سريعة بحد ذاتها. حيث أن المشاكل في عمليات الإدارة غير منحصرة وكثيرة، على سبيل المثال: الحفاظ على النظرة العامة، والتطبيق دون تأخير تحديثات SW ومصادر الأمان، والحفاظ على استخدام الإنترنت للصغار ضمن الحدود الآمنة، وهيكلة مستويات التخزين والوصول للملفات الخاصة والبيانات الأخرى، والنسخ الاحتياطي للبيانات، والكشف عن أي إصابات وتنظيفها، وتشغيل شبكات خاصة افتراضية لسهولة الوصول إليها إلى الموارد في الشبكة المنزلية عندما تكون بعيدة، وما إلى ذلك. مثل هذه الأمور كلها قضايا تتطلب الاهتمام والعمل المخطط بعناية من أجل توفير شبكة منزلية آمنة ومرنة ومستقرة وسهلة الاستخدام لجميع أفراد الأسرة وضيوفهم.